# Ловер-Йодер Тауншип (округ Кембрія, Пенсільванія)
Ловер-Йодер Тауншип (англ. Lower Yoder Township) — селище (англ. township) в США, в окрузі Кембрія штату Пенсільванія. Населення — 2388 осіб (2020).

## Демографія
Згідно з переписом 2010 року, у селищі мешкало 2699 осіб у 1345 домогосподарствах у складі 785 родин. Було 1469 помешкань
Расовий склад населення:
| - 97,1 % — білих - 1,5 % — чорних або афроамериканців - 0,4 % — азіатів |

До двох чи більше рас належало 0,7 %. Частка іспаномовних становила 0,9 % від усіх жителів.
За віковим діапазоном населення розподілялося таким чином: 13,6 % — особи молодші 18 років, 57,4 % — особи у віці 18—64 років, 29,0 % — особи у віці 65 років та старші. Медіана віку мешканця становила 53,2 року. На 100 осіб жіночої статі у селищі припадало 91,7 чоловіків;  на 100 жінок у віці від 18 років та старших — 87,8 чоловіків також старших 18 років.
Середній дохід на одне домашнє господарство  становив 43 929 доларів США (медіана — 34 032), а середній дохід на одну сім'ю — 60 819 доларів (медіана — 55 859). Медіана доходів становила 33 607 доларів для чоловіків та 29 485 доларів для жінок. За межею бідності перебувало 13,6 % осіб, у тому числі 27,7 % дітей у віці до 18 років та 8,7 % осіб у віці 65 років та старших.
Цивільне працевлаштоване населення становило 1067 осіб. Основні галузі зайнятості: освіта, охорона здоров'я та соціальна допомога — 25,8 %, мистецтво, розваги та відпочинок — 10,0 %, роздрібна торгівля — 9,7 %.